# Villa romaine de la Consolata
 (mars 2025).
La villa romaine de la Consolata est une demeure romaine située rue Grand-Tournalin, dans le quartier Notre-Dame-de-la-Consolation, sur la colline d'Aoste.
La villa est temporairement fermée au public.

## Histoire
Remontant à l'époque républicaine tardive et construite dans la seconde moitié du Ier siècle av. J.-C., cette villa fut modifiée à plusieurs reprises, notamment au IIe siècle.
Elle a été découverte en 1971, à l'occasion de travaux de construction.

## Description
Bâtie à proximité d'un rameau secondaire de la route consulaire des Gaules conduisant au col du Grand-Saint-Bernard, cette villa présente un plan rectangulaire, articulé en une série de pièces qui donnent sur des zones ouvertes.

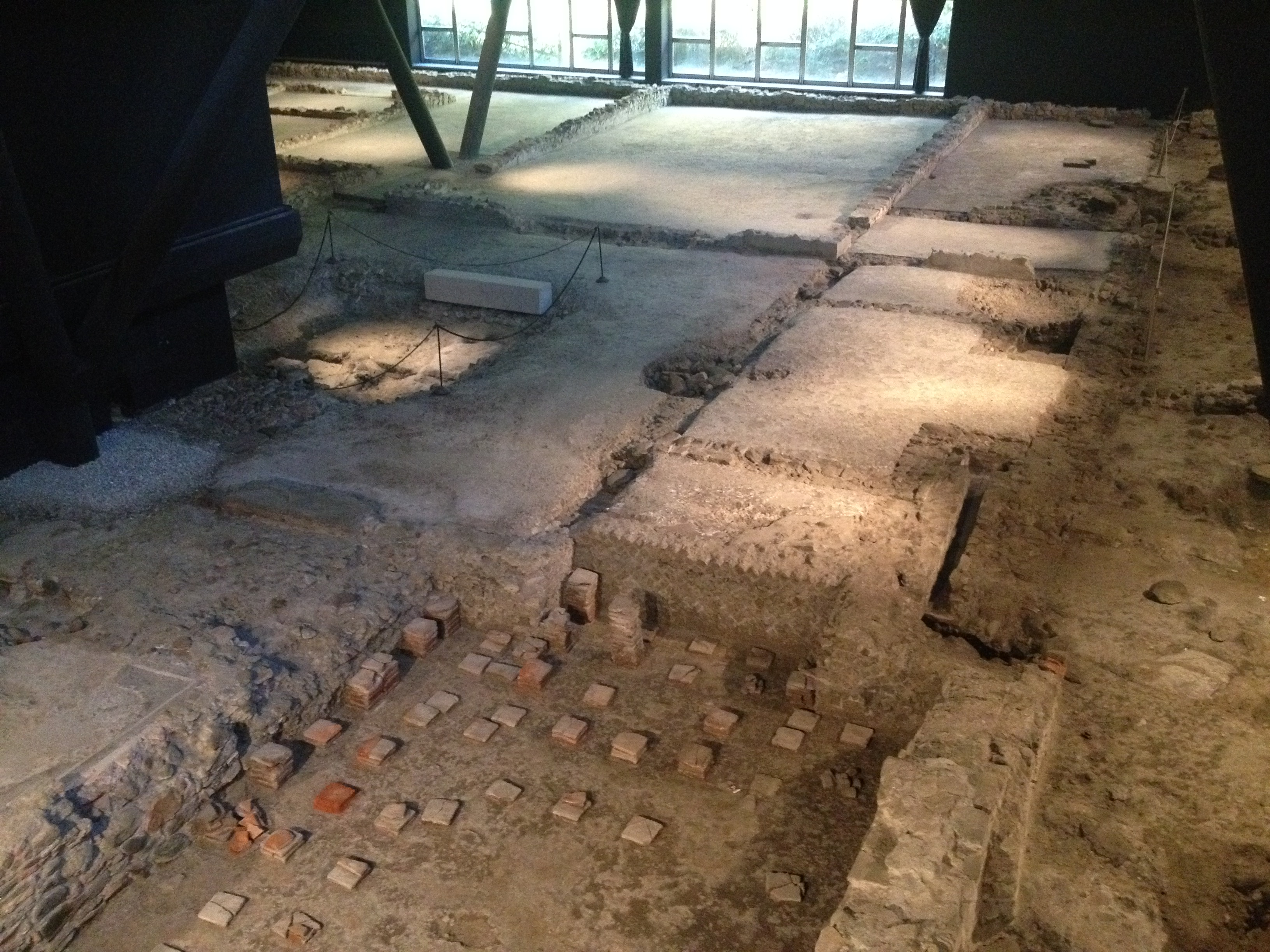
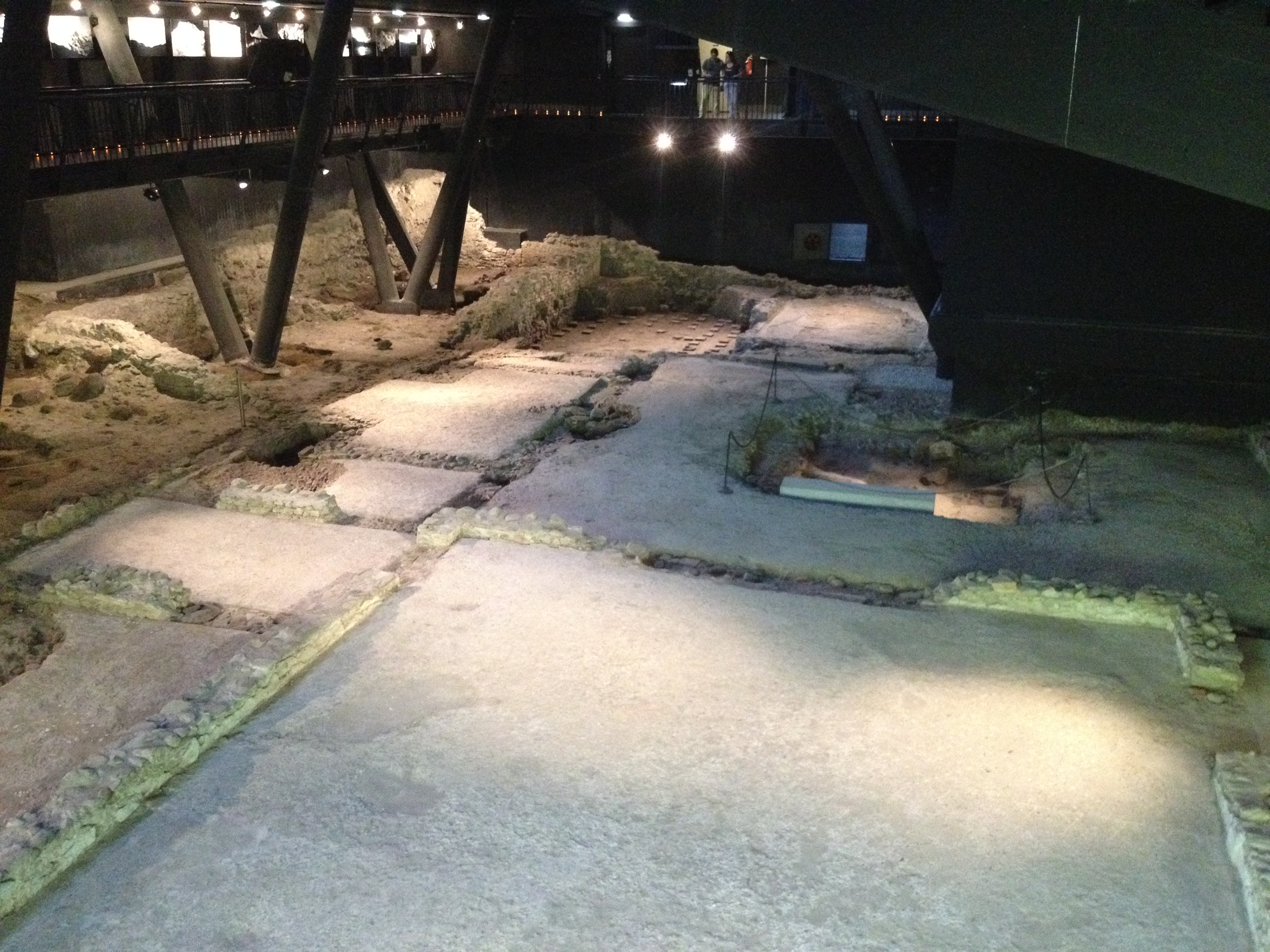